# Element neutralny
Element neutralny – element struktury algebraicznej, który dla danego działania dwuargumentowego przyłożony do dowolnego elementu nie zmieni go.
Pojęcie to pojawia się w definicjach podstawowych struktur algebraicznych takich jak:
- grupy[1] i ich uogólnienia jak monoidy[2] i lupy[3];
- ciała[4] i bardziej ogólne pierścienie[5];
- przestrzenie liniowe[6] i ogólniejsze moduły[7];
- algebry Boole’a[8].

Rozważa się też ich uogólnienia jak półgrupa, quasi-grupa, grupoid, półpierścień czy krata, w których taki element nie musi istnieć.

## Definicja
Niech {\displaystyle S} będzie zbiorem z określonym działaniem dwuargumentowym {\displaystyle \diamondsuit .} Element {\displaystyle e} nazywa się elementem neutralnym, jeżeli spełnia następujące warunki:
- {\displaystyle e\in S,}
- {\displaystyle \forall _{a\in S}\;e\;\diamondsuit \;a=a,}
- {\displaystyle \forall _{a\in S}\;a\;\diamondsuit \;e=a.}

Jeżeli element spełnia tylko pierwszy warunek definicji, to nazywa się go elementem neutralny lewostronnym, jeżeli zaś zadość jest wyłącznie drugiemu z nich, to nosi on nazwę elementu neutralnego prawostronnego. Dla wyróżnienia element neutralny nazywa się niekiedy elementem neutralnym obustronnym.

### Oznaczenia
Jeśli działanie zapisane jest w notacji addytywnej, czyli przez {\displaystyle +} i podobne symbole, to element neutralny względem tego działania oznacza się zazwyczaj symbolem {\displaystyle 0} i nazywa elementem zerowym lub krótko: zerem. Jeśli natomiast działanie opisywane jest w notacji multiplikatywnej, czyli zwykle za pomocą {\displaystyle \cdot ,\times } lub bez oznaczenia, to element neutralny oznaczany jest zwyczajowo za pomocą znaku {\displaystyle 1,} który nazywa się elementem jednostkowym, jednością bądź jedynką.
Innymi często spotykanymi oznaczeniami są litera {\displaystyle e} oraz {\displaystyle I} oraz symbole z nimi powiązane.

## Przykłady

### Elementy neutralne obustronne
- Zero w grupie addytywnej ciała liczb rzeczywistych {\displaystyle \mathbb {R} .}
- Jedynka w grupie multiplikatywnej ciała liczb rzeczywistych {\displaystyle \mathbb {R} .}
- Macierz jednostkowa dla mnożenia w pierścieniu macierzy kwadratowych ustalonego wymiaru.
- Odwzorowanie tożsamościowe w grupach bijekcji (ze składaniem przekształceń).

### Elementy neutralne jednostronne
- Działaniem posiadającym wyłącznie prawostronny element neutralny jest odejmowanie liczb rzeczywistych, którym jest zero:
{\displaystyle \forall _{x\in \mathbb {R} }\;x-0=x,}

jednocześnie
{\displaystyle \forall _{x\in \mathbb {R} }\;0-x=-x,}
a zatem zero nie jest elementem neutralnym lewostronnym.
- Działanie może mieć wiele elementów neutralnych jednostronnych. Niech {\displaystyle x\;\diamondsuit \;y=x\cdot \lfloor y\rfloor } będzie działaniem w zbiorze {\displaystyle S=\{x\in \mathbb {R} :x\geqslant 1\},} gdzie {\displaystyle \lfloor \cdot \rfloor } oznacza podłogę (część całkowitą). W tym przypadku każda liczba {\displaystyle y<2} jest elementem neutralnym prawostronnym, bowiem
{\displaystyle \forall _{S\ni x,y<2}\;x\;\diamondsuit \;y=x\cdot \lfloor y\rfloor =x\cdot 1=x.}

### Działania bez elementów neutralnych
- w zbiorze liczb całkowitych parzystych mnożenie nie ma elementu neutralnego (ani obustronnego ani jednostronego).

## Własności
- Jeżeli działanie ma jednocześnie elementy neutralne prawostronny i lewostronny, to są one sobie równe (jest to oczywiście element neutralny obustronny).
- Jeżeli działanie jest przemienne, to element neutralny jednostronny jest również elementem neutralnym obustronnym.